# 汤兴
汤兴（英語：Alvin Tang）是一位中国计算机科学家。

## 生平
毕业于中国科技大学，之后担任谷歌上海研发中心技术总监，2012年3月担任爱奇艺担任首席技术官，2018年5月辞职，2019年7月加入阿里巴巴集团担任集团副总裁，花名平畴。并担任同年双十一购物节技术总指挥。